# Lockie Leonard
Lockie Leonard
Es una serie infantil de la Children's Television Foundation, basada en la novela "Lockie Leonard el torpedo humano".

## Trama
Lockie, (Sean Keenan); es un chico común que de un día para el otro se tiene que mudar a Ángelus, un pequeño pueblo costero en el oeste de Australia, por cuestiones del trabajo de su padre.
Vive en una nueva casa, con su padre Sarge Leonard, su madre Joy Leonard, y su hermano pequeño Philip Leonard.
Para él es difícil sobrevivir en un nuevo hogar, en una escuela nueva, y vivir sin amigos. Su único compañero hasta el momento era el surf.
Cuando entra a la escuela, se enamoara de Vicki Streeton, que forma parte del grupo más popular de la escuela; es una chica inteligente y rica.
En un capítulo, Lockie se convierte en el mejor amigo de un chico llamado 'Egg'.
Se desarrollan nuevos líos cuando Lockie comienza a atravesar la etapa de la adolescencia, en un capítulo donde el tema principal es el cumpleaños número 13 de él, después de un tiempo se grabó la segunda temporada.

## Familia Leonard
La familia Leonard está compuesta por cinco miembros:
- Lockie Leonard - Tiene 12 años al principio de la temporada, y cúmple 13 años en un capítulo. Está enamorado de Vicki Streeton, la chica más inteligente y rica de la secundaria a la que asiste.

El no es popular, de hecho los brabucones de su escuela lo molestan cada vez que quieren; su único amigo en la escuela es Egg, un chico que tampoco forma parte de esa categoría.
Ama el surf y lo hace especialmente cuando tiene un problema, pero también lo hace como un Hobbie.
Él cuenta cómo vive de ser un niño a un adolescente de una forma divertida.
- Philip Leonard - Es el menor de la familia Leonard. Tiene un problema sin causa hasta el momento -Moja la cama-. Él cree que lo que le provoca no mojar la cama es tocar la lana de su oveja.

Está enamorado de Lissa, una compañera de trabajo de su padre Sarge que tiene 23 años.
Él se da cuenta en el baile escolar que Lisa está enamorada de Jhon East, y la olvida.
- Sarge Leonard - Es el padre de Lockie y Philip, y esposo de Joy, siempre inventa o recita poemas, es su pasión. Trabaja como jefe de policía de Angelus. Se sabe que odia el sarcasmo.

- Joy Leonard - Es la madre de Lockie y Philip y esposa de Sarge. Lockie cree que ella hubiera preferido tener dos hijas, y ella siempre lo niega, ya que le da orgullo tenerlo como :hijo. Ella odia ir a la iglesia, no cree en Dios.

- Barbara Leonard - Más conocida como Blob, es la pequeña bebé de la familia Leonard, casi siempre esta en brazos de su madre. Le gusta masticar linóleo, mientras que la familia se preocupa porque :aún no dice su primera palabra.

## Personajes
- Vicki Streeton - Es la chica popular, inteligente y rica del colegio, y la que le robó el corazón a Lockie desde el primer momento en que la vio. En un capítulo ella lo besa en la playa dos veces, y de un día al otro lo convierte en un chico popular. Ella es muy amable, pero a la vez muy celosa, tiene una familia que no la apoya y que no le gusta pues no les importa mucho ella.

- Egg - Es el mejor amigo de Lockie. El dice que tiene el cabello grasoso, En los recreos del colegio están juntos, excepto cuando los bravucones de la escuela quieren molestarlos, siempre lo apoya y no sabe nadar hasta que Lockie le trata de enseñar, pero es su padre quien le enseña después. Más adelante sus padres se divorcian y su madre se va a Perth, después de un tiempo regresa y compra una casa. Egg se sentía mal por la separación de sus padres.

- Monstruo (Colin Sreeton) - El Hermano de Vicki Streeton, cuando salió de la escuela empezó a consumir drogas, el papá de Vicki lo echó de la casa. El "roba" el auto rojo del lote del Señor Streeton, que en realidad era suyo mas el Sr. Streeton se lo quedó, se lo había regalado cuando salió de la escuela. El llama a Lockie "Archie", como un viejo amigo que tenía, Lockie le siguió la corriente. El sale del hospital y el Sr. Streeton lo acepta en su casa al verlo por primera vez durante años, aunque se había negado antes.

- Dot - La "misteriosa" surfista que hizo que Lockie se distragera en varias ocasiones, se conocieron en la playa, el mismo día que se hizo, Lockie novio de Vicki, ella es divertida y le encanta surfear. Según Lockie ella tiene la perfecta elección de olas. Es sobrina de un profesor de la escuela de Lockie y está en Angelus con su mamá viviendo con su tío por un tiempo.

Una vez invita a Lockie a surfear pero este tenía que ir por Nuggy por un problema, entonces ella se decepcionó. Philip hace una cita con Dot, aun cuando Lockie no se lo pidió, para que ellos se dieran su primer beso en los molinos de viento. Poco antes Lockie había descubierto que ella tiene 11 años y va en primaria. Esto hace que tenga miedo, así que se acobarda; después quiere regresar pero se le atora la cabeza en un tacho de basura. Sin embargo, se la encuentra en la biblioteca y le pide disculpas, dándole un beso en la mejilla. Él decide que quiere terminar con ella, pero antes de decírselo, ella termina con él. Después se empieza a hacer amiga de Egg.

## Otros Personajes
Nan y Pop - Madre y padre de Joy Leonard(madre de Lockie). Son bastante desagradables y antipáticos.Aunque en un capítulo (cuando la mamá de Lockie estaba enferma) fueron a la casa de Lockie para ayudar.

## Elenco
- Sean Keenan - Lockie Leonard.
- Clarence Ryan - Geoffrey 'Egg' Eggleston.
- Gracie Gilbert - Vicki Streeton.
- Briony Williams - Joy Leonard.
- Rhys Muldoon - Sarge Leonard.
- Corey McKernan - Philip Leonard.
- Georgia Schober - Blob.
- Ella Maddy - Blob.
- Mike Dorsey - Pop.
- Alice Dale - Nan.
- Tiarna Clarke - Dot.
- Trevor Jamieson - Rev. Eggleston.
- Della Rae Morrison - Sra. Eggleston.
- Richard Mellick - Sr. Streeton.
- Christie Sistrunk - Sra. Streeton.
- Mitchell Page - Colin 'Monstruo' Streeton.
- Geoffrey Waldeck - Papá de Boof.
- Robyne Nottle - Mamá de Boof.
- Cameron Findlay - Boof.
- Luke Tulloch - Flea.
- Blake Fruet - Handle.
- Joe Amato - Wack.
- Verity Gorman - Sasha.
- Igor Sas - Squasher.

- Monica Main: Ms. Twaddle

- Ewen Leslie: John East

- Melanie Munt: Lisa

- Allan Girod: Snowy

- Kyle Morrison: Wingnut

- Rachel Gorman: Sally

- Douglas Walker: Wally Norton

- Lachlan McSevich: Sean Keenan Stunt Double

- Christopher Morris: Guardia de seguridad.

## Primera Temporada
1. "El Torpedo Humano"
2. "Lunes Tormentoso"
3. "Lockie se Acobarda"
4. "Hacer o No Hacer Trampa"
5. "Cyril"
6. "La Fuente"
7. "El Partido del Día"
8. "Los Detalles"
9. "Genes Extraños"
10. "Milagros"
11. "La X Marca el Lugar"
12. "Días de Perro"
13. "No Eres Tú, Soy Yo"
14. "Poesía Pura"
15. "La Escalera del Amor"
16. "Hermanos"
17. "Rata de Pantano"
18. "Enfrenta tus Miedos"
19. "Lockie se Come el Pastel"
20. "El Tiempo Corre"
21. "La Colina en Zig Zag"
22. "Ángeles y Monstruos"
23. "Aniquiladores del Aburrimiento"
24. "Barry Hace Pop"
25. "El Efecto Domino"
26. "Alegría Para el Mundo"

## Segunda Temporada
1. "Nuevo y Mejorado"
2. "El Factor X"
3. "Problemas Burbujeantes"
4. "Escoge a un Ganador"
5. "Mapa de Vida"
6. "Eclipse Total"
7. "El Silencio de las Ranas"
8. "La Era de la Información"
9. "Tiempo y Marea"
10. "Esas Cosas Pasan..."
11. "Aceite de Piel de Serpiente"
12. "Las Grandes Preguntas"
13. "La Fiesta"
14. "La Sirena"
15. "La Cabeza del Equipo"
16. "Cura para la Picadura"
17. "Un Momento Musical"
18. "Riendo con los Leonards"
19. "Alienígenas en Angelus"
20. "Tesoro Enterrado"
21. "El Segundo Mejor del Espectáculo"
22. "Yo, El Monstruo"
23. "Trixie Quiere Parrandear"
24. "Una Tormenta Menos Perfecta"
25. "Crímenes de los Desalmados"
26. "Legenda"